# Habovka
Habovka este o comună slovacă, aflată în districtul Tvrdošín din regiunea Žilina, pe malul râului Studený potok⁠(d). Localitatea se află la altitudinea de 736 m deasupra n.m., se întinde pe o suprafață de 29,41 km2 și în 2017 număra 1.392 de locuitori.

## Istoric
Localitatea Habovka este atestată documentar din 1593.

## Demografie
| An:                | 1994 | 2004    | 2014   | 2024   |
| ------------------ | ---- | ------- | ------ | ------ |
| Număr de persoane: | 1195 | 1360    | 1377   | 1361   |
| Diferență:         |      | +13,80% | +1,25% | −1,16% |

| An:                | 2023 | 2024   |
| ------------------ | ---- | ------ |
| Număr de persoane: | 1345 | 1361   |
| Diferență:         |      | +1,18% |